# 三重県道44号宮妻峡線
三重県道44号宮妻峡線（みえけんどう44ごう みやづまきょうせん）は、三重県四日市市日永から宮妻峡を結ぶ主要地方道（三重県道）である。

## 概要

### 路線データ
- 陸上距離：14,867 m[要出典]
- 起点：四日市市水沢町（すいざわちょう）
- 終点：四日市市日永5（日永五南交差点、国道1号・三重県道629号宮東日永線交点）

## 歴史
- 1993年（平成5年）5月11日 - 建設省から、県道宮妻峡線が宮妻峡線として主要地方道に指定される[1]。

## 路線状況

### 重複区間
- 三重県道115号鈴鹿宮妻峡線（四日市市水沢町 地内）
- 三重県道630号川島貝家線（四日市市八王子町 - 四日市市波木町）
- 三重県道8号四日市鈴鹿環状線（四日市市八王子町 - 四日市市波木町）

## 地理

### 通過する自治体
- 四日市市

### 交差する道路
- 三重県道11号四日市関線（三重県道115号鈴鹿宮妻峡線重複）（四日市市水沢町）
- 国道306号（四日市市水沢町）
- 三重県道140号四日市菰野大安線（四日市市西山町）
- 三重県道634号小林鹿間線（四日市市小林町）
- 三重県道630号川島貝家線（四日市市八王子町）
- 三重県道8号四日市鈴鹿環状線（四日市市八王子町）
- 三重県道8号四日市鈴鹿環状線（三重県道630号川島貝家線 重複）・三重県道140号四日市菰野大安線（四日市市波木町）
- 国道1号・三重県道629号宮東日永線（終点）

### 沿線にある施設など
- 三重県立総合医療センター
- 南部丘陵公園
- 三重県立四日市四郷高等学校
- 宮妻峡